# Rivière Pierrefonds
Pour les articles homonymes, voir Pierrefonds.
La rivière Pierrefonds est un affluent de la rive Nord de la rivière au Panache coulant dans Eeyou Istchee Baie-James, en Jamésie, dans la région administrative du Nord-du-Québec, au Québec, au Canada.
Cette rivière traverse successivement les cantons de Picquet, de Prévert et de Carpiquet.
La foresterie constitue la principale activité économique du secteur ; les activités récréotouristiques, en second.
La vallée de la rivière Pierrefonds est desservie par la route forestière R1051 (sens Est-Ouest).
La surface de la rivière Muy est habituellement gelée du début novembre à la mi-mai, toutefois la circulation sécuritaire sur la glace se fait généralement de la mi-novembre à la mi-avril.

## Géographie
Les bassins versants voisins de la rivière Pierrefonds sont :
- côté nord : rivière Opawica, rivière Nicobi, lac Opawica ;
- côté est : lac Father (lac Doda), lac Doda, rivière Saint-Cyr, rivière de l’Aigle ;
- côté sud : rivière Fortier, rivière Macho, rivière Berthelot, lac Cherrier ;
- côté ouest : rivière au Panache, rivière Wetetnagami, rivière Muy.

La rivière Pierrefonds prend naissance dans Eeyou Istchee Baie-James (municipalité), à l'embouchure d’un lac non identifié (longueur : 0,5 km ; altitude : 411 m). Ce lac est situé à 2,3 km au Nord-Est du sommet d’une montagne (altitude : 517 m).
Cette montagne comporte une pente du côté Est, soit face au Lac Giardini. L’embouchure de ce lac de tête est située à :
- 23,9 km au Nord-Est de l’embouchure de la rivière Pierrefonds ;
- 35,1 km au Nord-Est de l’embouchure de la rivière au Panache ;
- 30,2 km à l’Est de l’embouchure de la rivière Wetetnagami ;
- 29,9 km au Sud-Est de l’embouchure de la rivière Nicobi ;
- 52,3 km au Sud-Est de la confluence de la rivière Opawica et de la rivière Chibougamau ;
- 99,4 km au Nord-Est du centre du village de Lebel-sur-Quévillon ;
- 150,5 km au Nord-Est du centre-ville de Senneterre (ville).

À partir de l'embouchure du lac de tête, la rivière Pierrefonds coule sur 35,4 km selon les segments suivants :
- 11,6 km vers l’Ouest dans le canton de Picquet, en passant du côté Sud d’une zone de marais, jusqu’à la limite Est du canton de Prévert ;
- 5,3 km vers le Sud-Ouest dans le canton de Prévert, en traversant trois petits lacs dont l’altitude de ce dernier est de 376 m, jusqu’à la décharge (venant du Sud) du Lac La Forest ;
- 15,0 km vers le Sud-Ouest en formant un crochet vers le Nord-Ouest, jusqu’à la limite du canton de Carpiquet ;
- 3,5 km vers le Sud-Ouest, jusqu’à son embouchure[2].

La rivière Pierrefonds se déverse sur la rive Nord de la rivière au Panache. De là, cette dernière coule jusqu’à la rive Est de la rivière Wetetnagami laquelle coule généralement vers le Nord avant de se déverser dans le lac Nicobi. Ce dernier constitue le lac de tête de la rivière Nicobi. Cette dernière s’écoule vers le Nord pour se décharge sur la rive Sud-Est de la rivière Opawica. Cette dernière remonte à son tour vers le Nord jusqu’à sa confluence avec la rivière Chibougamau ; cette confluence constituant la source de la rivière Waswanipi. Le cours de cette dernière coule vers l’Ouest et traverse successivement la partie Nord du lac Waswanipi, le lac au Goéland et le lac Olga (rivière Waswanipi), avant de se déverser dans le lac Matagami lequel se déverse à son tour dans la rivière Nottaway, un affluent de la Baie de Rupert (Baie James).
La confluence de la rivière Pierrefonds avec la rivière Wetetnagami est située à :
- 4,1 km au Nord-Est de l’embouchure de la rivière au Panache ;
- 18,3 km au Sud-Est de l’embouchure de la rivière Wetetnagami ;
- 34,7 km au Sud-Est de l’embouchure de la rivière Nicobi ;
- 60,3 km au Sud de l’embouchure de la rivière Opawica (confluence avec la rivière Chibougamau) ;
- 167,9 km au Nord-Ouest du centre du village de Parent (Québec) ;
- 77 km au Nord-Est du centre du village de Lebel-sur-Quévillon ;
- 72,8 km au Nord-Ouest d’une baie de la rive Nord-Ouest du Réservoir Gouin.

## Toponymie
À différentes époques de l’histoire, ce territoire a été occupé par les Attikameks, les Algonquins et les Cris.
 
Le toponyme "rivière Pierrefonds" a été officialisé le 5 décembre 1968 à la Commission de toponymie du Québec, soit lors de sa création.